# Cressy-sur-Somme
Cressy-sur-Somme é uma comuna francesa na região administrativa de Borgonha-Franco-Condado, no departamento Saône-et-Loire. Estende-se por uma área de 29,25 km². Em 2010 a comuna tinha 193 habitantes (densidade: 6,6 hab./km²).